# Newag Nevelo
Newag Nevelo (typ 126N) – prototyp tramwaju niskopodłogowego wyprodukowany w 2012 w zakładach Newag w Nowym Sączu. Jego premiera miała miejsce 11 kwietnia 2012 w Poznaniu, a od czerwca 2013 pojazd jest testowany w Krakowie.

## Historia

### Geneza
Na przełomie 2009 i 2010 zarząd spółki Newag postanowił stworzyć nowy produkt. Zdecydowano się na budowę tramwaju, ponieważ w tamtym okresie w Polsce do wymiany było nawet kilka tysięcy pojazdów tego typu, istniejące przedsiębiorstwa rozbudowywały swoje sieci oraz była możliwość pojawienia się nowych systemów tramwajowych w kolejnych miastach.
Po ogłoszeniu wyniku konkursu IniTech w czerwcu 2010 Narodowe Centrum Badań i Rozwoju podpisało z producentem umowę. Na jej mocy projekt nowego pojazdu zatytułowany „Opracowanie tramwaju nowej generacji na potrzeby transportu miejskiego” został dofinansowany przez Unię Europejską kwotą 4 924 000 zł w ramach programu Innowacyjna Gospodarka. Kwota ta stanowiła 48% kosztów budowy tramwaju.

### Produkcja
Projekt mechaniczny konstrukcji prototypu opracował EC Engineering z Krakowa, natomiast projekt podzespołów energoelektronicznych wraz z systemem sterowania oraz współpracy systemowej wszystkich podzespołów i systemów elektrycznych wykonał Medcom z Warszawy. Produkcja pojazdu w zakładach Newag w Nowym Sączu trwała od połowy lipca 2011 do połowy marca 2012.
Po zakończeniu produkcji rozpoczęto homologację tramwaju. Jako że producent na terenie zakładu nie dysponował w tamtym okresie siecią trakcyjną o napięciu 600 V DC nie miał możliwości przeprowadzenia pewnych testów i okres homologacji wydłużył się.

### Testy i wprowadzenie do eksploatacji

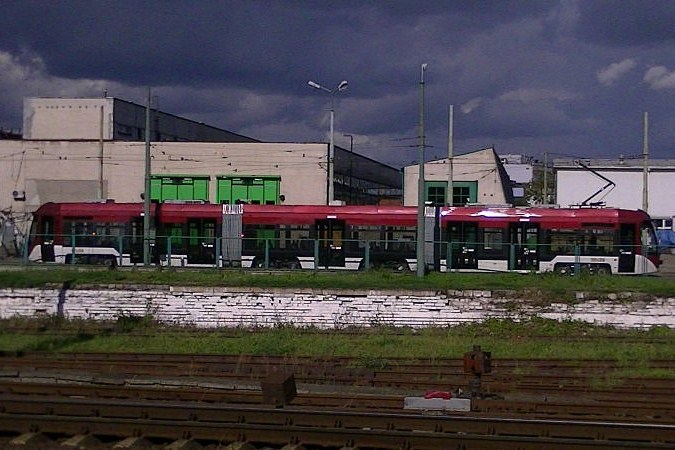
Tramwaj podczas testów w Poznaniu

Pod koniec marca 2012 pojazd został przetransportowany do Poznania na testy. Badania składające się z dwóch faz przeprowadził Instytut Gospodarki Przestrzennej i Mieszkalnictwa. Pierwszym etapem były testy statyczno-ruchowe prowadzone w zakładach Modertrans, natomiast drugi etap to nocne testy dynamiczne na torach MPK Poznań. Na początku lipca 2012 pojazd miał rozpocząć jazdy testowe z pasażerami, ostatecznie jednak do nich nie doszło.
11 kwietnia 2012 pojazd został po raz pierwszy zaprezentowany w ramach Komisji Taboru Tramwajowego Izby Gospodarczej Komunikacji Miejskiej w zajezdni tramwajowej przy ulicy Fortecznej w Poznaniu. Tego samego dnia ogłoszono konkurs na jego nazwę, w wyniku której 10 maja 2012 tramwaj nazwano Nevelo. Pojazd miał zostać również zaprezentowany we wrześniu 2012 na targach InnoTrans w Berlinie, do prezentacji jednak nie doszło.
23 stycznia 2013 tramwaj został przetransportowany z zajezdni na Franowie do zajezdni przy ulicy Fortecznej, skąd 24 stycznia 2013 miał zostać odebrany przez producenta.
Na początku maja 2013 Nevelo przetransportowano do zajezdni Podgórze w Krakowie. Pojazd został nieodpłatnie udostępniony MPK Kraków celem wykonania testów z pasażerami.

## Konstrukcja
Nevelo to tramwaj jednokierunkowy, trójczłonowy, przegubowy, oparty na czterech wózkach skrętnych i w całości niskopodłogowy. Pojazd nie jest przystosowany do pracy w trakcji ukrotnionej.

### Nadwozie

#### Pudło

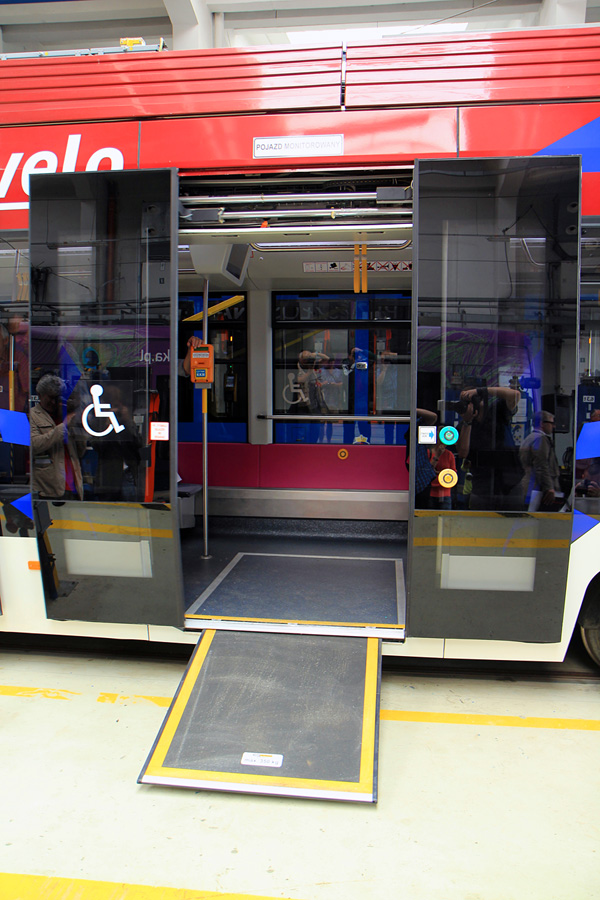
Drzwi z rampą dla niepełnosprawnych

Nadwozie tramwaju należy do konstrukcyjnej kategorii P-V oraz spełnia Polską Normę PN-K-92008, obowiązujące w kraju wymagania prawne i warunki skrajni kinematycznej.
Szkielet pudła jest spawaną konstrukcją stalową zbudowaną z profili otwartych. Przed montażem została ona zabezpieczona antykorozyjnie ekologicznymi powłokami lakierniczymi. Poszycia zewnętrzne ścian pojazdu wykonano z blach stalowych spawanych do ścian oraz blach aluminiowych klejonych do ścian. Poszycie dachu stanowi kompozyt aluminiowy, natomiast ściany czołowe oraz osłony dachowe, sprzęgów, wózków zostały wykonane z laminatu.
Człony pojazdu są połączone ze sobą przegubami zapewniającymi odpowiednie przemieszczenia pudeł względem siebie oraz przenoszącymi siły trakcyjne i obciążenia.
W pojeździe zastosowano uchylne okna klejone z szybami hartowanymi, które tworzą jednolity pas wzdłuż całej długości tramwaju. Szyby ścian czołowych są szybami klejonymi i są one wklejone w kompozytowe kształtki ścian.
Ścianę czołową wyposażono w klatkę bezpieczeństwa. W tramwaju zabudowano również zderzaki pochłaniające energię zderzenia oraz eliminujące skutki tzw. „dojeżdżania”, czyli drobne uszkodzenia powierzchni takie jak otarcia, pęknięcia i małe odkształcenia elementów, na których zawieszony jest zderzak, ewentualnie uszkodzenia osprzętu mocowanego na ścianie czołowej powstałe na skutek zderzeń przy minimalnych prędkościach przy parkowaniu pojazdów „zderzak w zderzak” na zajezdni lub torach odstawczych.
Pojazd jest wyposażony w dwa składane sprzęgi awaryjne z głowicą Alberta oraz jeden pantograf jednoramienny.
Początkowo górna część pudła tramwaju była w kolorze brązowym, pośrodku znajdował  się pomalowany na czarno pas okien, a poniżej niego pojazd był biały. Na bokach nadwozia znajdowały się ponadto niebieskie akcenty kwiatowe, a także loga Nevelo oraz loga i motto producenta w kolorze białym. Od listopada 2016 tramwaj prezentuje czerwono-biało-niebieskie barwy firmowe producenta.

#### Drzwi
Pojazd jest wyposażony w drzwi odskokowo-przesuwne produkcji Ultimate. Mają one dwa niezależne układy chroniące pasażerów przed popchnięciem lub przytrzaśnięciem.
Po prawej stronie tramwaju zabudowano siedem kompletów drzwi. Pierwsze i ostatnie z nich to drzwi jednoskrzydłowe o świetle 650 mm, natomiast pozostałych pięć to drzwi podwójne o świetle 1300 mm. Są one rozmieszczone równomiernie na całej długości składu, co ułatwia szybką wymianę pasażerów.
Pierwsze drzwi dwupłatowe są wyposażone w umieszczoną w podłodze automatycznie wysuwaną rampę ułatwiającą dostęp do tramwaju osobom poruszającym się na wózkach inwalidzkich i osobom z wózkami dziecięcymi.

### Wnętrze

#### Przestrzeń pasażerska

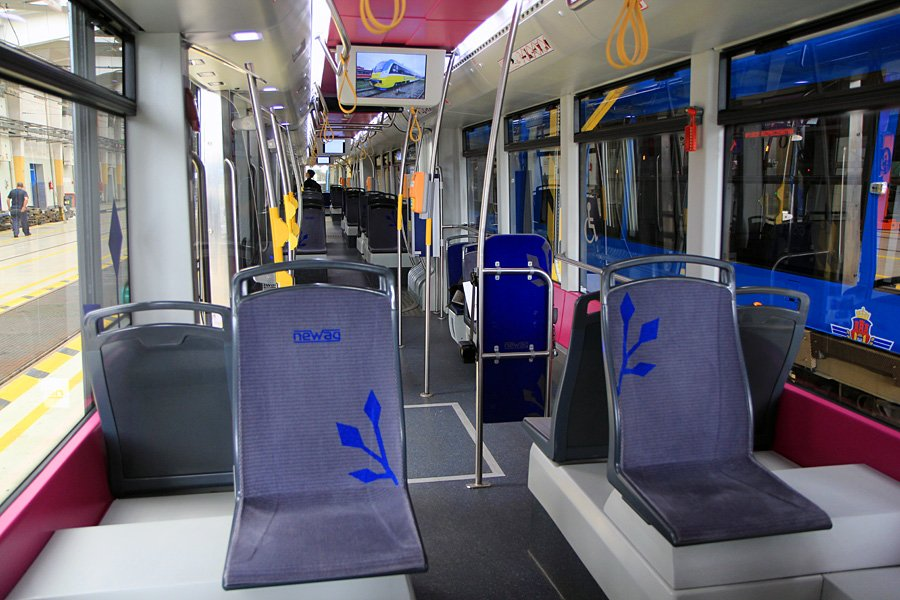
Wnętrze pojazdu

Pojazd może pomieścić 60 pasażerów na siedzeniach z tapicerowanymi wandaloodpornymi siedziskami i oparciami. W tramwaju znajdują się również dwa miejsca z pasami bezpieczeństwa dla osób niepełnosprawnych, a także miejsca dla osób z wózkami dziecięcymi i większym bagażem.
Ściany boczne części pasażerskiej wyłożono panelami poliestrowo-szklanymi, a sufity aluminiowymi. Panel sufitowy zawiera dwie równoległe linie oświetlenia wykonanego w technologii LED. System poręczy wykonanych ze stali nierdzewnej zapewnia pasażerom możliwość ich uchwycenia w dowolnym miejscu. Przy uchylnych oknach bezpieczeństwa zamocowano specjalny młoteczek.
Podłogę pojazdu wykonano z płyt sklejki liściastej, a dodatkowo w strefie wózków sklejka ta ma specjalną warstwę tłumiącą. Na płytach naklejono wykładzinę antypoślizgową. Konstrukcja podłogi zapewnia izolację akustyczną i tłumienie drgań przenoszonych z podwozia. Udział niskiej podłogi wynosi 100%. Wysokość podłogi w strefie wejścia wynosi 350 mm, natomiast nad wózkami 480 mm. Przejście międzyczłonowe ma szerokość 1400 mm.
W pojeździe zastosowano połączony układ ogrzewania i klimatyzacji wyprodukowany przez Thermoking. Wykorzystuje on dwa agregaty klimatyzacyjne zabudowane na dachach członów skrajnych oraz zainstalowane w dolnej strefie pojazdu grzejniki wyposażone w wentylatory wymuszające obieg powietrza i zapobiegające zaleganiu warstwy powietrza zimnego przy podłodze. Układ uzupełniony jest przez zabudowane wewnątrz i na zewnątrz pojazdu czujniki temperatury.
Nevelo jest wyposażony w system wizualnej i akustycznej informacji pasażerskiej. Zastosowany w pojeździe system monitoringu obejmuje swoim zasięgiem całe wnętrze tramwaju.

#### Kabina motorniczego i pomost tylny

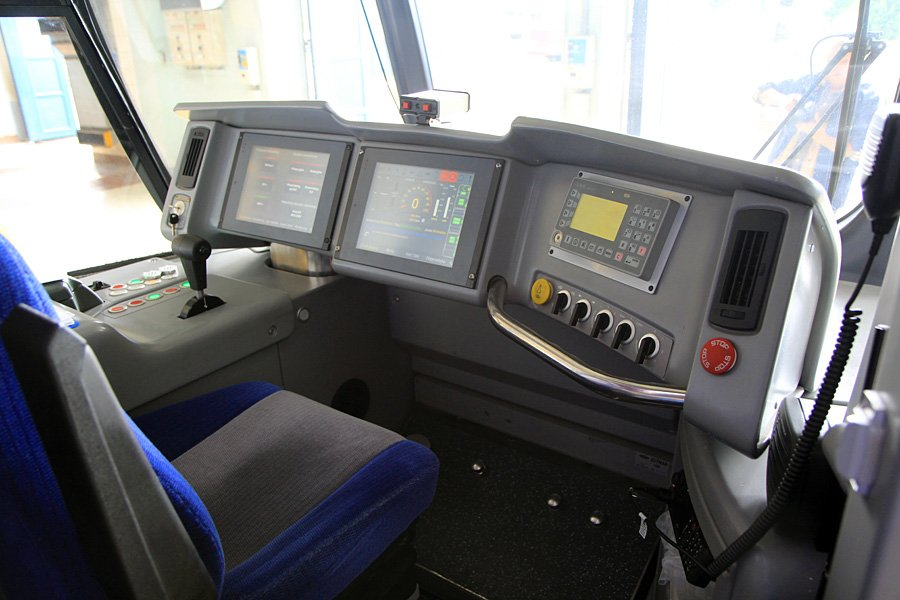
Pulpit motorniczego

Nevelo jest pierwszym w Polsce tramwajem, w którego kabinie motorniczego zastosowano panoramiczną szybę poprawiającą widoczność do przodu i na boki. Konstrukcja i przeszklenie kabiny zapewnia motorniczemu możliwość obserwacji każdej strony pojazdu w zakresie co najmniej 180°.
Pulpit motorniczego jest wyposażony w podstawową grupę urządzeń służących do prowadzenia pojazdu. Sterowanie odbywa się za pomocą klasycznej dźwigni nastawnika jazdy, zestawu przycisków i dwóch dotykowych wyświetlaczy ciekłokrystalicznych.
Po lewej stronie stanowiska motorniczego zabudowano okno elektrycznie otwierane w dół. Od przedziału pasażerskiego kabinę oddzielają drzwi z pleksiglasu.
Kabina jest wyposażona również w fotel, regulowane oświetlenie centralne i indywidualne, indywidualną klimatyzację, lusterka zewnętrzne oraz szafki, schowki i lodówkę.
Na pomoście tylnym pojazdu zamontowano pulpit manewrowy. Pozwala on głównie na realizację jazdy do tyłu z ograniczoną prędkością, hamowanie, obsługę czuwaka, dzwonka i kierunkowskazów oraz sterowanie ostatnimi drzwiami.

### Wózki
Każdy z członów skrajnych jest oparty na jednym wózku napędnym, natomiast człon środkowy oparty jest na dwóch wózkach tocznych. Rozstaw osi wózków napędnych typu WN126N wynosi 1800 mm, a wózków tocznych typu WT26T 1600 mm. Wózki dostosowane są do rozstawu szyn 1435 mm.
Wózki mają ramy wewnętrzne, belkę bujakową opartą na ramie za pomocą zespołów sprężyn metalowo-gumowych, zespół napędowy umieszczony na zewnątrz kół i zawieszony elastycznie na ramie oraz elementy systemu hamulcowego. Na wózkach zamontowano również piasecznice i system smarowania obrzeży kół.
Zastosowano koła z gumowymi elastycznymi przekładkami i obręczami, co ogranicza poziom hałasu. Średnica koła nowego wynosi 600 mm, natomiast koła zużytego 520 mm.
Nacisk każdej z osi w pierwszym wózku napędnym wynosi 77,4 kN, w pierwszym wózku tocznym 68,5 kN, w drugim wózku tocznym 65,9 kN, a w drugim wózku napędnym 70,9 kN.
Konstrukcja wózków umożliwia ich pełną zamienność oraz obrót pod pudłem w celu zapewnienia równomiernego zużycia kół.

### Układy i systemy

#### Napęd
Nevelo jest napędzany czterema elektronicznie sterowanymi silnikami prądu przemiennego VEM o mocy 105 kW każdy. Zasilane są one za pomocą energoelektronicznego zespołu falowników.
Pojazd ma możliwość zwrotu energii do sieci trakcyjnej i jest przystosowany do wdrożenia układu gromadzenia energii opartego na superkondensatorach.

#### Zasilanie
Zasilanie wszystkich systemów i urządzeń zapewnia system energoelektronicznych przetwornic statycznych. Podczas zasilania obwodów sterowania i pomocniczych pojazdu urządzenia te ładują także bezobsługowe akumulatory według zaprogramowanej charakterystyki. W przypadku awarii jednej z przetwornic druga zapewnia zasilanie wystarczające do dokonania awaryjnego zjazdu tramwaju. Przy braku zasilania baterie są w stanie przez godzinę zasilać obwody niezbędne w trakcie holowania pojazdu do zajezdni.
Baterie umożliwiają również przejechanie co najmniej 200 m przy rozruchu pojazdu od 0 do 20 km/h bez zasilania zewnętrznego.

#### Hamulce
Zasadniczym hamulcem tramwaju jest hamulec elektrodynamiczny polegający na pracy silników trakcyjnych jako prądnice. Energia elektryczna odzyskana w ten sposób może być przekazana do sieci trakcyjnej lub zmagazynowana w superkondensatorach zabudowanych na dachu pojazdu.
Wspomaganiem hamulca elektrodynamicznego jest hamulec tarczowy zabudowany na wózkach tocznych.
Funkcję hamulca postojowego pełnią hamulce tarczowe zamontowane na wózkach napędowych.
W trybie hamowania nagłego, awaryjnego i bezpieczeństwa pracują wszystkie hamulce tarczowe oraz elektromagnetyczne hamulce szynowe zainstalowane na wszystkich wózkach.

#### Inne
Elektroniczny rejestrator zdarzeń współpracuje z prędkościomierzem i jest wyposażony w elektroniczny licznik przebiegu z wyświetlaczem LCD.
System diagnostyczny umożliwia sprawne wykrywanie i sygnalizację usterek. W trybie diagnostycznym na monitorze układu napędowego lub monitorze komputera przenośnego wyświetlane są informacje potrzebne personelowi technicznemu do lokalizacji usterki w pojeździe. Dane z systemów pojazdu zapisane w pamięci rejestratora umożliwiają określenie momentu powstania usterki.
System dostępu do pojazdu jest zbudowany w oparciu o kartę bezstykową i zapewnia dostęp do poszczególnych podzespołów pojazdu tylko osobom upoważnionym.

## Eksploatacja
| Państwo | Miasto | Oznaczenie | Okres eksploatacji | Rodzaj eksploatacji  | Źródła                     |
| ------- | ------ | ---------- | ------------------ | -------------------- | -------------------------- |
| Polska  | Kraków | RY899      | od 25 czerwca 2013 | testowa z pasażerami | [ 5 ] [ 21 ] [ 22 ] [ 18 ] |

### Kraków

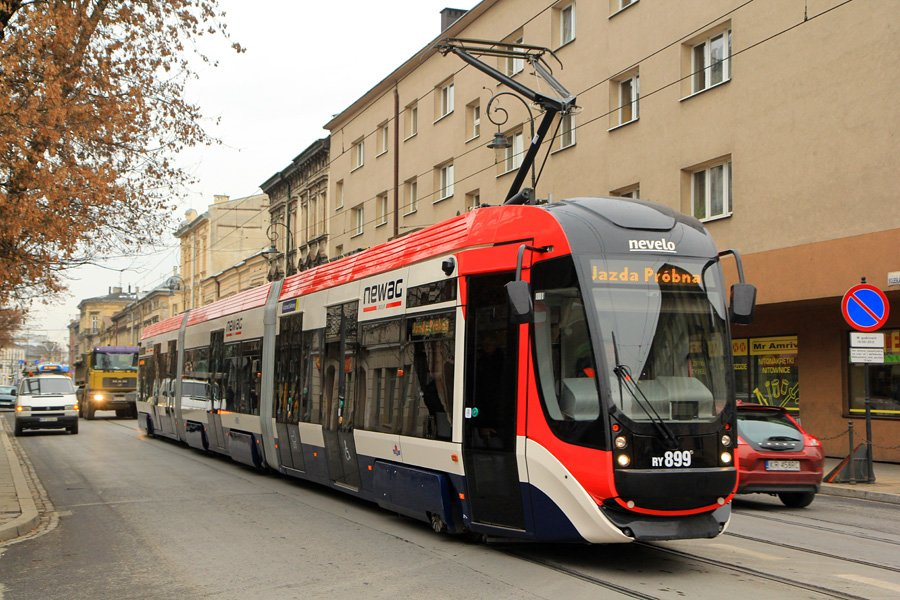
Nevelo w nowych barwach podczas jazdy próbnej (2016)

Przed rozpoczęciem testów w Krakowie wyposażenie wnętrza pojazdu dostosowano do standardów MPK. Zainstalowano kasowniki zgodne z systemem Krakowskiej Karty Miejskiej oraz automat biletowy. Ponadto tramwaj otrzymał numer boczny 2205.
24 czerwca 2013 o godz. 11:00 na terenie zajezdni Podgórze odbyła się prezentacja tramwaju Nevelo połączona z inauguracyjnym przejazdem do Borku Fałęckiego. 25 czerwca 2013 pojazd rozpoczął jazdy testowe z pasażerami na linii numer 8 kursującej z Cichego Kącika do Borku Fałęckiego.
Początkowo testy planowano zakończyć 22 września 2013, ale ostatecznie zapadła decyzja o ich przedłużeniu do końca 2013.
W nocy z 20 na 21 września 2013 miał miejsce specjalny przejazd tramwaju z pętli w Łagiewnikach do zajezdni Podgórze. Podczas imprezy Nevelo został uszkodzony, w związku z czym musiał zostać wycofany z ruchu na czas naprawy.
19 marca 2014 pojazd powrócił na krakowskie tory do obsługi linii nr 13. 15 października po kolejnej przerwie tramwaj został skierowany na linię nr 8. Zdecydowano wówczas, że testy tramwaju w Krakowie zostaną wydłużone do końca 2014.
2 stycznia 2015 MPK zawarło z Newagiem roczną umowę dzierżawy. W związku z przeprowadzaną od czerwca zmianą numerów inwentarzowych krakowskich tramwajów Nevelo otrzymał nowe oznaczenie RY899.
W styczniu 2016 skończyła się umowa dzierżawy tramwaju i 25 stycznia pojazd został zwrócony Newagowi. W trakcie eksploatacji w Krakowie producent zebrał informacje niezbędne do ulepszenia konstrukcji oraz zwiększenia niezawodności pojazdu. 27 listopada, po wprowadzeniu modyfikacji w układach napędu i hamowania na podstawie zebranych informacji i sugestii MPK, tramwaj w zmienionym malowaniu zewnętrznym i z nową kolorystyką wnętrza powrócił do Krakowa na roczne testy. Ze względu na wprowadzone zmiany, niezbędne stało się przeprowadzenie badań technicznych wagonu i uzyskanie nowego dopuszczenia do ruchu. Kilka dni później Instytut Pojazdów Szynowych Politechniki Krakowskiej przeprowadził testy, które zakończyły się pozytywnie, a w międzyczasie przeszkoleni zostali motorniczowie.
7 marca 2017 Nevelo, obsługujący linię nr 8, zderzył się z autobusem. W wyniku kolizji uszkodzony został przód i lewy bok tramwaju oraz zostały w nim zbite dwie szyby. Ze względu na te uszkodzenia wóz musiał zostać wycofany z ruchu. Pod koniec marca podano, że uszkodzenia początkowo wyglądały groźnie, ale ostatecznie okazały się mniej poważne. Nie została naruszona konstrukcja tramwaju, dlatego podjęto decyzję o jego naprawie w Krakowie. Określono wówczas, że pojazd powróci na tory pod koniec kwietnia. Ostatecznie Nevelo został przywrócony do ruchu 11 maja i wówczas skierowano go ponownie do obsługi linii nr 8. Tramwaj do tamtego momentu pokonał łącznie przeszło 70 000 km.
Kilka miesięcy później Nevelo miało kolejną kolizję po której przeszło kolejną naprawę w Nowym Sączu. 31 lipca 2018 tramwaj wrócił do Krakowa, a 7 sierpnia rozpoczął kursowanie na linii nr 18.
W nocy z 27 na 28 stycznia 2020 odbył się inauguracyjny przejazd tramwaju w trybie jazdy autonomicznej bez kierującego motorniczego. Przejazd ten odbył się w ramach wspólnych prac z Politechniką Krakowską oraz firmami Medcom i Cybid w ramach prac nad autonomicznym tramwajem. 22 października 2020 tramwaj został skierowany do obsługi linii nr 3 Nowy Bieżanów P+R – Krowodrza Górka.
Pod koniec listopada 2024 Nevelo po dłuższej przerwie w eksploatacji został skierowany do obłsugi linii nr 10.